# Limnobdella olivacea
Limnobdella olivacea är en ringmaskart som beskrevs av Arturo Caballero 1933. Limnobdella olivacea ingår i släktet Limnobdella och familjen käkiglar. Inga underarter finns listade i Catalogue of Life.